# 노르트선
노르트선(포르투갈어: Linha do Norte)은 포르투갈의 리스본과 포르투를 잇는 철도노선이다. 포르투갈의 제1간선 노선으로, 북부, 중부를 이어주며 술 선을 통해 남부 지방까지 연결된다. 다른 중요 노선인 베이라바이샤 선, 미뉴 선, 베이라알타 선 등이 이 노선으로부터 분기한다.

## 특징
| 구간             | 구간                  | 최대 허용 속도 / km/h | 최대 허용 속도 / km/h |
| 구간기점         | 구간종점              | AP                    | IC                    |
| ---------------- | --------------------- | --------------------- | --------------------- |
| 포르투           | 가이아                | 120                   | 120                   |
| 가이아           | 가이아                | 80                    | 80                    |
| 가이아           | 에스모리스            | 140-120               | 140-120               |
| 에스모리스       | 발레가                | 160-140               | 140-120               |
| 발레가           | 아베이루              | 220                   | 190                   |
| 아베이루         | 아베이루              | 160                   | 140                   |
| 아베이루         | 팜필료자              | 220                   | 190                   |
| 팜필료자         | 팜필료자              | 60                    | 60                    |
| 팜필료자         | 코임브라              | 140-120               | 140-120               |
| 코임브라         | 코임브라              | 50                    | 50                    |
| 코임브라         | 알파렐루스            | 140-120               | 120                   |
| 알파렐루스       | 폼발                  | 200                   | 160                   |
| 폼발             | 인트롱카멘투          | 170                   | 140                   |
| 인트롱카멘투     | 인트롱카멘투          | 60                    | 60                    |
| 인트롱카멘투     | 빌라산타렝            | 160-120               | 140-120               |
| 빌라산타렝       | 빌라프랑카드시라      | 220                   | 200                   |
| 빌라프랑카드시라 | 알랸드라              | 120                   | 120                   |
| 알랸드라         | 모스카비드            | 200                   | 180                   |
| 모스카비드       | 리스본 오리엔트       | 160                   | 160                   |
| 리스본 오리엔트  | 리스본 산타아폴로니아 | 100                   | 100                   |